# مكيحلة (خولان)

تعديل مصدري - تعديل

مكيحلة هي إحدى قرى عزلة الاعروش بمديرية خولان التابعة لمحافظة صنعاء، بلغ تعداد سكانها 114 نسمة حسب تعداد اليمن لعام 2004.